# Museo de Santa Cruz

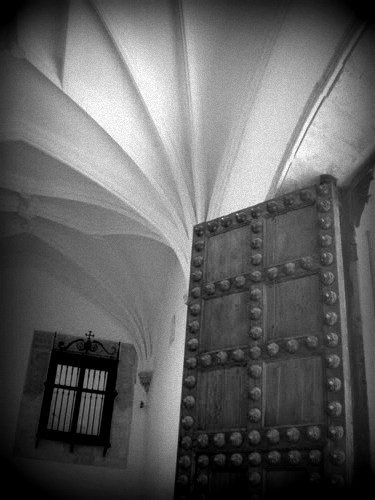
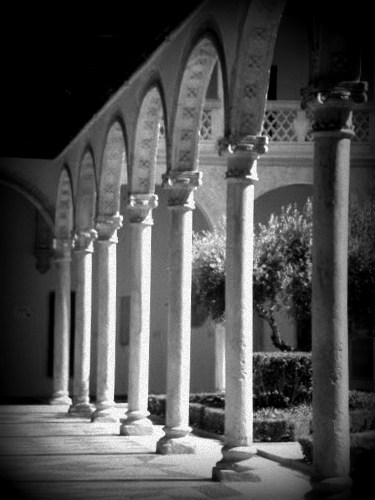
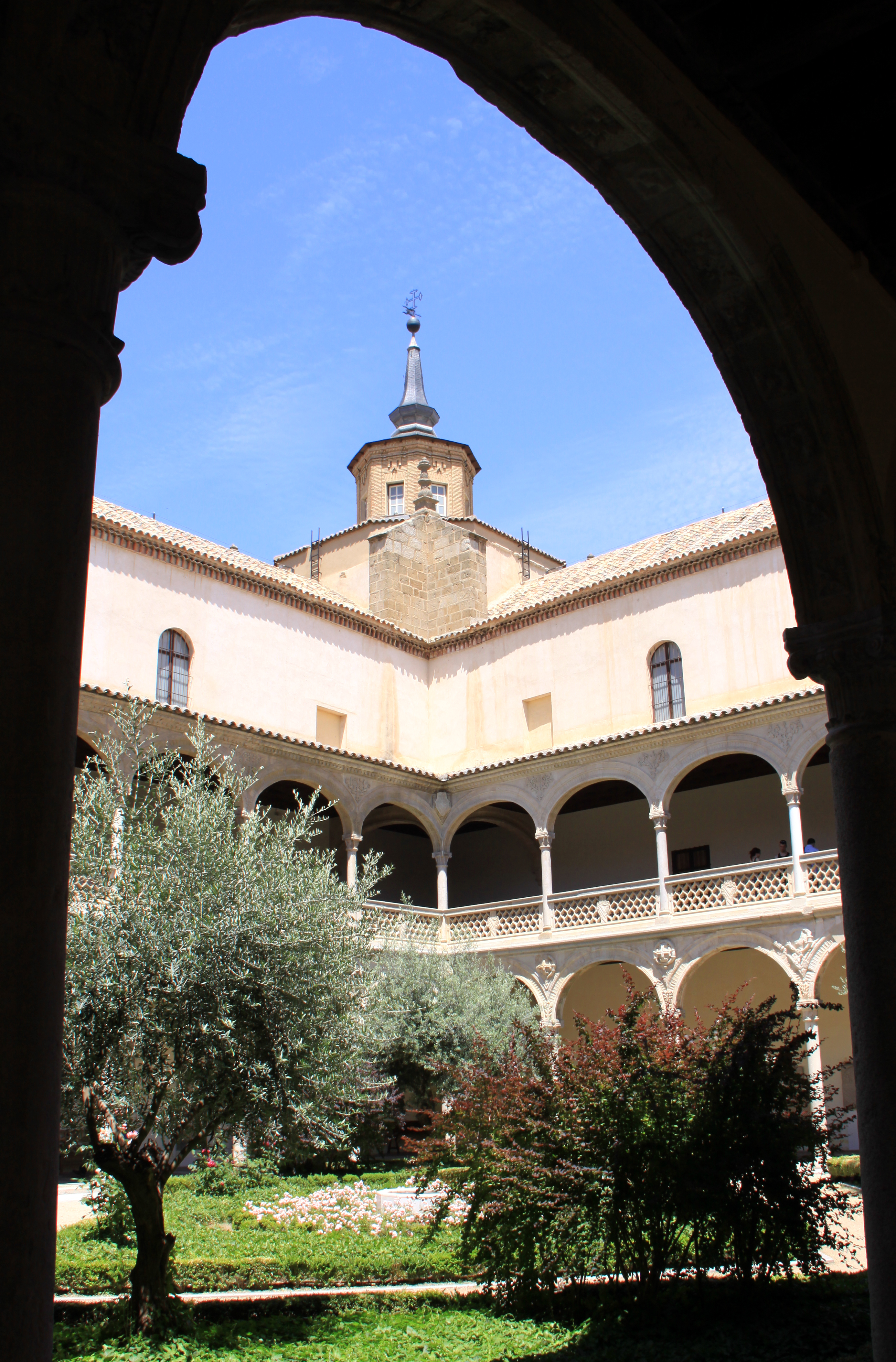
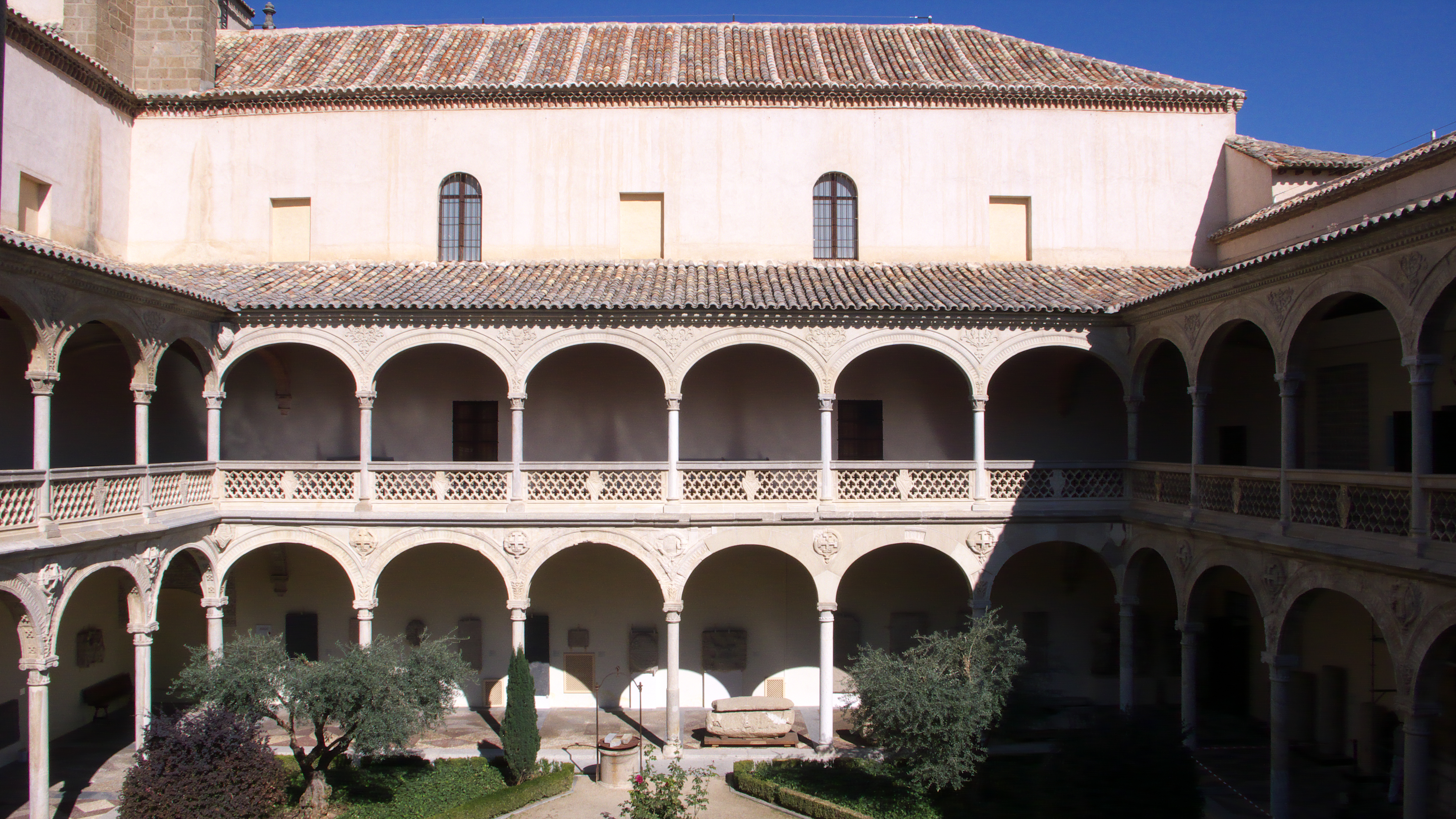

Il Museo de Santa Cruz si trova in Calle Cervantes 3 a Toledo (Spagna).

## Storia
L'edificio che ospita il museo fu costruito nel XVI secolo, per volontà del cardinale Pedro González de Mendoza, come istituto di beneficenza per l'accoglienza di orfani e ammalati. ANTÓN ed ENRIQUE EGAS parteciparono alla costruzione dell’ospedale.
La facciata è caratterizzata da un ricco portale plateresco, mentre l'interno presenta un chiostro e una monumentale scala, tutte opere dell'architetto e scultore Alonso de Covarrubias (1488-1570).
Il magnifico portale in stile plateresco fu costruito all’inizio del XVI secolo. Nelle colonne in basso sono visibili le quattro Virtù Cardinali; nel grande timpano si distingue l’immagine di Sant’Elena con la Croce e il Cardinale Mendoza inginocchiato, affiancato dai Santi Pietro e Paolo e due accoliti a sinistra e a destra che portano il cappello cardinalizio e la mitria di Mendoza. Nella parte superiore sono presenti le immagini dei Santi Joaquìn e Ana affiancate dalle figure della Fede e della Speranza; la Carità è posizionata nella chiave del timpano. Sull’architrave è collocato lo stemma di Mendoza.

## Il Museo
Il museo, inaugurato nel 1961, è disposto su due piani dell'edificio, suddiviso in tre sezioni: Archeologia, Belle Arti e Arti Decorative.
- La sezione Archeologica raccoglie reperti della civiltà romana, visigotica e araba.
- La sezione Belle arti espone dipinti e sculture, dal medioevo fino all'epoca contemporanea, con opere di Francisco Goya, El Greco, Jusepe de Ribera, Luis Tristán e Alonso Berruguete.
- La sezione Arti decorative mostra una tra le più importanti collezioni di ceramica e azulejos di Spagna, la  Collezione Carranza[2].